# Dudley Dorival
Dudley Dorival (Elizabeth, 1º settembre 1975) è un ex ostacolista statunitense naturalizzato haitiano.

## Palmarès
| Anno                                | Manifestazione           | Sede            | Evento         | Risultato        | Prestazione | Note |
| ----------------------------------- | ------------------------ | --------------- | -------------- | ---------------- | ----------- | ---- |
| In rappresentanza degli Stati Uniti |                          |                 |                |                  |             |      |
| 1994                                | Mondiali juniores        | Lisbona         | 110 m hs       | Argento          | 13"65       |      |
| 1997                                | Universiadi              | Catania         | 110 m hs       | Bronzo           | 13"53       |      |
| In rappresentanza di Haiti          |                          |                 |                |                  |             |      |
| 1999                                | Mondiali                 | Siviglia        | 110 m hs       | Semifinale       | 13"86       |      |
| 2000                                | Giochi olimpici          | Sydney          | 110 m hs       | 7º               | 13"49       |      |
| 2001                                | Mondiali indoor          | Lisbona         | 60 m hs        | 7º               | 7"73        |      |
| 2001                                | Giochi della Francofonia | Ottawa-Gatineau | 110 m ostacoli | Oro              | 13"60       |      |
| 2001                                | Mondiali                 | Edmonton        | 110 m hs       | Bronzo           | 13"25       |      |
| 2002                                | Giochi CAC               | San Salvador    | 110 m hs       | Oro              | 13"82       |      |
| 2003                                | Mondiali indoor          | Birmingham      | 60 m hs        | Semifinale       | 7"81        |      |
| 2003                                | Giochi panamericani      | Santo Domingo   | 110 m hs       | 5º               | 13"48       |      |
| 2003                                | Mondiali                 | Parigi          | 110 m hs       | Semifinale       | 13"59       |      |
| 2004                                | Giochi olimpici          | Atene           | 110 m hs       | Semifinale       | 13"39       |      |
| 2005                                | Campionati CAC           | Nassau          | 110 m hs       | 4º               | 13"50       |      |
| 2005                                | Mondiali                 | Helsinki        | 110 m hs       | Semifinale       | 14"11       |      |
| 2006                                | Mondiali indoor          | Mosca           | 60 m hs        | Semifinale       | 7"94        |      |
| 2006                                | Giochi CAC               | Cartagena       | 110 m hs       | 5º               | 13"68       |      |
| 2007                                | Giochi panamericani      | Rio de Janeiro  | 110 m hs       | Batteria         | 13"64       |      |
| 2007                                | Mondiali                 | Osaka           | 110 m hs       | Semifinale       | 13"82       |      |
| 2008                                | Campionati CAC           | Cali            | 110 m hs       | Batteria         | 14"09       |      |
| 2008                                | Giochi olimpici          | Pechino         | 110 m hs       | Quarti di finale | 13"71       |      |